# Нанороботика
Нанороботика представља технологију конструкције машина или робота чија је величина упоредива са нанометром (1×10−9 m). Будући да тренутно не постоје небиолошки, вештачки нанороботи, ова област се сматра хипотетском. Због огромног потенцијала у медицини, нпр. за лечење канцера селективним нападањем заражених ћелија, ова област привлачи све већи број истраживача и финансија.
Неке примитивне молекуларне машине и наномотори су већ тестирани. Тим предвођен Џемсом Туром са Универзитета Рајс је конструисао наноауто, које се састоји од шасије у облику слова Н и четири молекула фулерена, који играју улогу точкова. Међутим, овај наноауто не поседује наномотор и неопходно је загријати подлогу како би се фулерени котрљали по њој.

## Историја
Идеју о конструкцији минијатурних машина први је предложио Ричард Фајнман 1959. године у предавању под називом "Довољно места на дну". У овом говору Фајнман помиње и потенцијалну примену наноробота у медицини, коју му је предложио пријатељ Алберт Хибс. Две деценије након тога, доктораt на МИТ-у Ерик Дрекслер написао је научни рад у ком испитује могућност конструкције минијатурних машина на биолошкој основи које би вршиле поправке у ћелијама организма. Почетком 21. века вођена је дебате између Ерика Дрекслера и Ричарда Смолија, једног од добитника Нобелове награде за хемију, коју је добио као један од научника који су учествовали у открићу фулерена. Дебата се водила у вези са питањем примењивости потенцијалне технологије молекуларних асемблера, машина које граде нанороботе атомски прецизним постављањем атома или молекула. У овој преписци се расправљало и о начину на који ће ова технологија бити представљена јавности, због потенцијалних опасности, нпр. у виду неконтролисане репликације наноробота.